# Дорожня поліція Невади
Дорожня поліція Невади (англ. Nevada Highway Patrol) — правоохоронний орган американського штату Невада, який є підрозділом Департаменту громадської безпеки Невади. Його обов'язком є охорона закону на автотрасах штату Невада та розслідування аварій на них.

## Історія
У 1908 році була створена поліція штату Невада для забезпечення правоохоронної діяльності на рівні штату у відповідь на страйки в спільнотах шахтарів. Коли Генрі Форд зробив автомобілі доступними простим американцям, гостро постала проблема охорони закону на дорогах. 23 червня 1923 перший патрульний дорожньої поліції був найнятий Департаментом автошляхів Невади. Цей патрульний працював під наглядом інспектора Поліції штату Невада. Вони їздили по всьому штату виписуючи штрафи за порушення правил дорожнього руху та інших законів. Невада стала одним з найперших західних штатів, в яких з'явилась дорожня поліція.
У 1934 році в дорожній поліції служило вже три патрульних, які досі працювали під наглядом інспектора Поліції штату Невада. По одному офіцеру було базовано в Лас-Вегасі, Рено та Елко. Вони їздили на сірих машинах з золотою зіркою на передніх дверях.
1 липня 1949 році Легіслатура штату Невада створила Дорожню поліцію Невади об'єднавши Поліцію штату Невада, інспекторів з Комісії громадської служби Невади та деяких інспекторів Департаменту оподаткування Невади. Тоді дорожня поліція була підпорядкована Комісії громадської служби Невади.
У 1957 році Легіслатура штату Невада створила Департамент траспортних засобів, в який була переведена Дорожня поліція Невади. В 1985 році назву департаменту було змінено на Департамент транспортних засобів та громадської безпеки. В 2001 році департамент розділили на Департамент траспортних засобів та Департамент громадської безпеки, в якому і залишилась Дорожня поліція Невади.

## Територіальні команди
- Штаб-квартира (Карсон-Сіті)
- Північна команда (Рено)
- Центральна команда (Елко)
- Південна команда (Лас-Вегас)

## Демографія
- Чоловіки — 96 %
- Жінки — 4 %
- Білі — 89 %
- Латиноамериканці — 5 %
- Афроамериканці — 3 %
- Азіати — 3 %